# Feröeri főbiztos

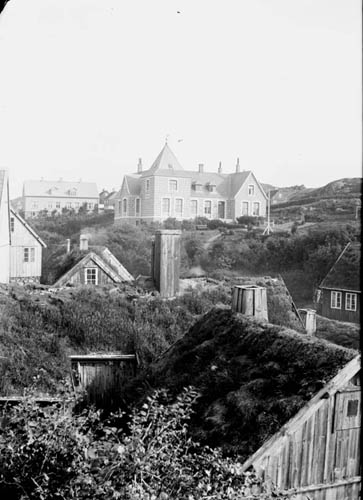
A főbiztos rezidenciája, az Amtmansborgin

A feröeri főbiztos (feröeriül: ríkisumboðsmaður, dánul: rigsombudsmand) a Dán Királyság legfőbb képviselője Feröeren, egyben a helyi dán adminisztráció vezetője. A pozíciót az 1948. április 1-jén hatályba lépett autonómiatörvény hozta létre a kormányzói tisztség helyett. A főbiztos rezidenciája az Amtmansborgin Tórshavnban.

## Jogköre
Hivatalos minőségében bejáratos a feröeri parlamentbe, és részt vesz minden, a közös ügyekről szóló tanácskozáson, de szavazati jog nélkül. A feröeri parlament vagy kormány által hozott döntésekről haladéktalanul tájékoztatni kell, és a feröeri törvényekről, illetve más, a feröeri önkormányzat által kibocsátott jogszabályokról is azonnal értesíteni kell.

## Főbiztosok listája
| Főbiztos | Főbiztos                         |      |      |
| -------- | -------------------------------- | ---- | ---- |
| 1.       | Cai A. Vagn-Hansen (1911 - 1990) | 1948 | 1954 |
| 2.       | Niels Elkær-Hansen (1915 - 2007) | 1954 | 1961 |
| 3.       | Mogens Wahl (1918 - 1986)        | 1961 | 1972 |
| 4.       | Leif Groth (1930 - 2009)         | 1972 | 1981 |
| 5.       | Niels Bentsen (1936)             | 1981 | 1988 |
| 6.       | Bent Klinte (1939)               | 1988 | 1995 |
| 7.       | Vibeke Larsen (1944)             | 1995 | 2001 |
| 8.       | Birgit Kleis (1956)              | 2001 | 2005 |
| 9.       | Søren Christensen (1940)         | 2005 | 2008 |
| 10.      | Dan M. Knudsen (1962)            | 2008 | 2017 |
| 11.      | Lene Moyell Johansen (1968)      | 2017 |      |